# René Gardette
Pour les articles homonymes, voir Gardette.
René Gardette, sieur de Varennes, fut maire de Tours de 1559 à 1561. 

## Biographie
René II Gardette est le fils de René Gardette et de Marguerite Hubaille.
Conseiller et magistrat au bailliage et siège présidial de Tours, conseiller et gouverneur des aumônes et hôpitaux de Tours, il est maire de Tours de 1559 à 1561. La ville de Tours lui doit notamment la réalisation de la fontaine de la place Foire-le-Roi.
Commissaire du roi en 1561, il devient maître des requêtes du roi de Navarre en 1573.
Il épouse Jehanne Barguin (parente du maire Victor Barguin).